# 22874 Haydeephelps
22874 Haydeephelps è un asteroide della fascia principale. Scoperto nel 1999, presenta un'orbita caratterizzata da un semiasse maggiore pari a 2,2750007 UA e da un'eccentricità di 0,0805932, inclinata di 5,99940° rispetto all'eclittica.